# Communes de la wilaya de Relizane
Pour les autres communes, voir Liste des communes d'Algérie.
Liste des communes de la Wilaya algérienne de Relizane par ordre alphabétique:
1. Aïn Rahma
2. Aïn Tarek
3. Ammi Moussa
4. Belassel Bouzegza
5. Bendaoud
6. Beni Dergoun
7. Beni Zentis
8. Dar Ben Abdellah
9. Djidioua
10. El Guettar
11. El Hamadna
12. El Hassi
13. El Matmar
14. El Ouldja
15. Had Echkalla
16. Hamri
17. Kalaa
18. Lahlef
19. Mazouna
20. Mediouna
21. Mendes
22. Merdja Sidi Abed
23. Ouarizane
24. Oued Essalem
25. Oued Rhiou
26. Ouled Aiche
27. Oued El Djemaa
28. Ouled Sidi Mihoub
29. Ramka
30. Relizane
31. Sidi Khettab
32. Sidi Lazreg
33. Sidi M'Hamed Ben Ali
34. Sidi M'Hamed Benaouda
35. Sidi Saada
36. Souk El Had
37. Yellel
38. Zemmora